# The Agamemnon of Aeschylus (Browning)
The Agamemnon of Aeschylus – dokonane przez angielskiego poetę Roberta Browninga tłumaczenie (według własnego określenia tłumacza transkrypcja) tragedii Ajschylosa, opublikowane w 1877. W swojej pracy translatorskiej Browning, jak sam zastrzegł we wstępie, zdecydował się postępować zgodnie z zasadą, że tłumacz ma się trzymać oryginału, na ile to jest tylko możliwe bez gwałtu na języku (literal at every cost save that of absolute violence to our language). Impulsem dla podjęcia się przekładu arcydzieła Ajschylosa stało się dla Browninga przeczytanie prasowej relacji o wykopaliskach w Mykenach prowadzonych przez Heinricha Schliemanna. Przekład ukazał się w Londynie nakładem oficyny Smith, Elder & Co. W przeważającej części omawiane tłumaczenie zostało wyrażone wierszem białym (blank verse).

The gods I ask deliverance from these labours,
Watch of a year's length whereby, slumbering through it
On the Atreidai's roofs on elbow, — dog-like —
I know of nightly star-groups the assemblage,
And those that bring to men winter and summer.
Bright dynasts, as they pride them in the aether
— Stars, when they wither, and the uprisings of them.
And now on ward I wait the torch's token,
The glow of fire, shall bring from Troia message
And word of capture: so prevails audacious
The man's-way-planning hoping heart of woman.

Przekład Browninga został bardzo nisko oceniony przez współczesnych. Zarzucano mu nawet skarykaturyzowanie tłumaczonego tekstu.